# Pseudochorthippus montanus
Espèce
Pseudochorthippus montanus, le criquet palustre, est une espèce de criquets de la famille des Acrididae.

## Taxonomie
Synonyme
- Chorthippus montanus (Charpentier, 1825)

## Description
Le mâle mesure de 13 à 16 mm et la femelle de 17 à 23 mm.
Pseudochorthippus montanus est très proche morphologiquement de Chorthippus parallelus. Pseudochorthippus montanus a les valves de l'ovipositeur plus longues chez la femelle et les ailes plus longues; chez le mâle, les ailes sont aussi plus longues et les élytres (ou tegmina) atteignent le ptérostigma des ailes inférieures (visible par transparence). Voir galerie ci-dessous.

## Distribution
Cette espèce a une distribution eurasiatique.
Pseudochorthippus montanus fréquente les prairies mésotrophes humides, généralement sur sol tourbeux. Il affectionne les endroits à végétation basse ou semi-haute, assez ouverte. La plupart des sites où on le retrouve sont des prairies humides entretenues par des pratiques pastorales extensives. Dans les Cévennes, il est présent dans les bas-marais alcalins et les prairies à molinie sur calcaire autour du Mont Aigoual et du Mont Lozère.
En Europe occidentale, il est en régression, suivant en cela la raréfaction de ses lieux de vie habituels (drainage, urbanisation etc.)

## Liste des sous-espèces
Selon Orthoptera Species File (15 mars 2014) :
- Pseudochorthippus montanus montanus (Charpentier, 1825)
- Pseudochorthippus montanus tatrae (Harz, 1971)

## Illustrations

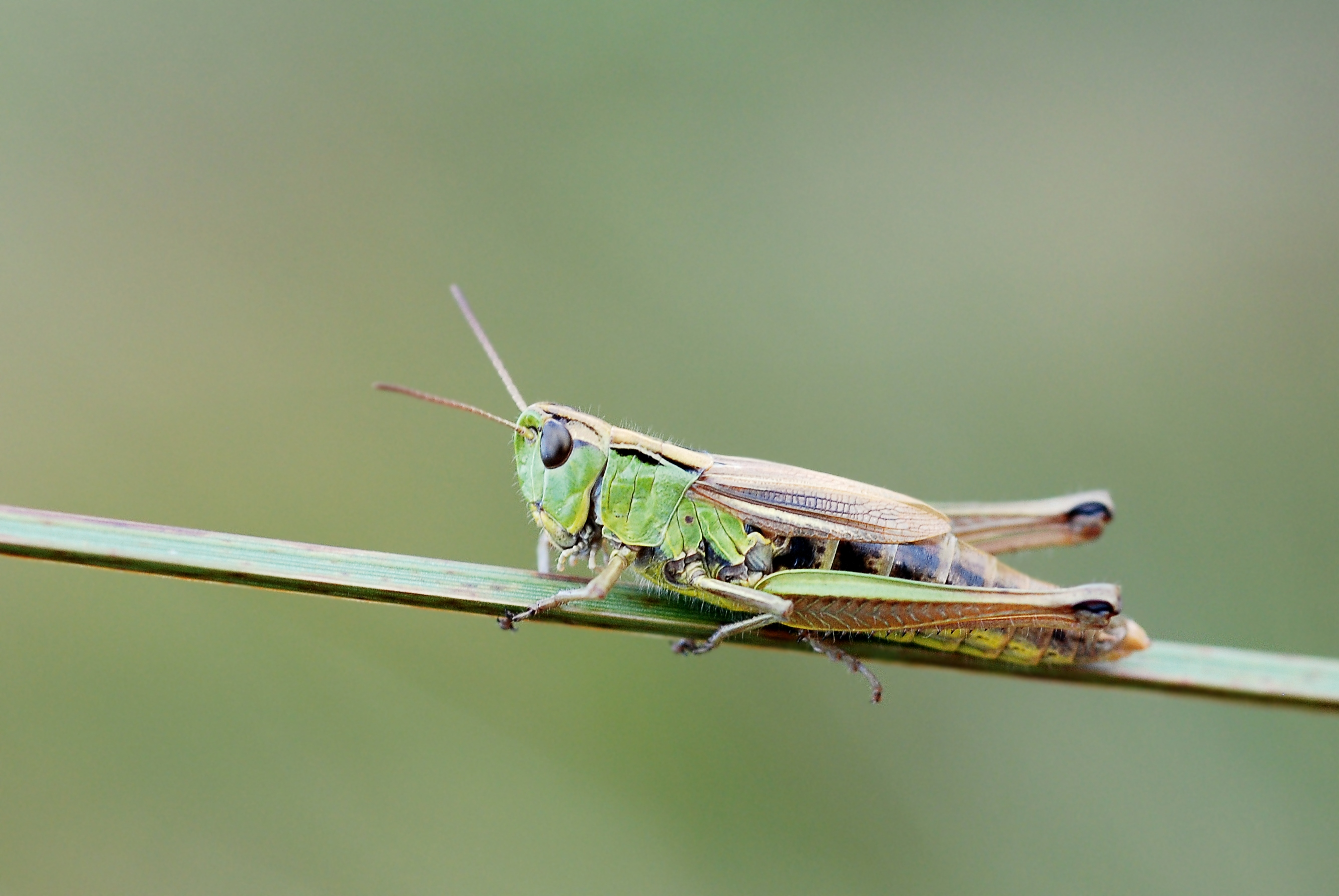
Femelle
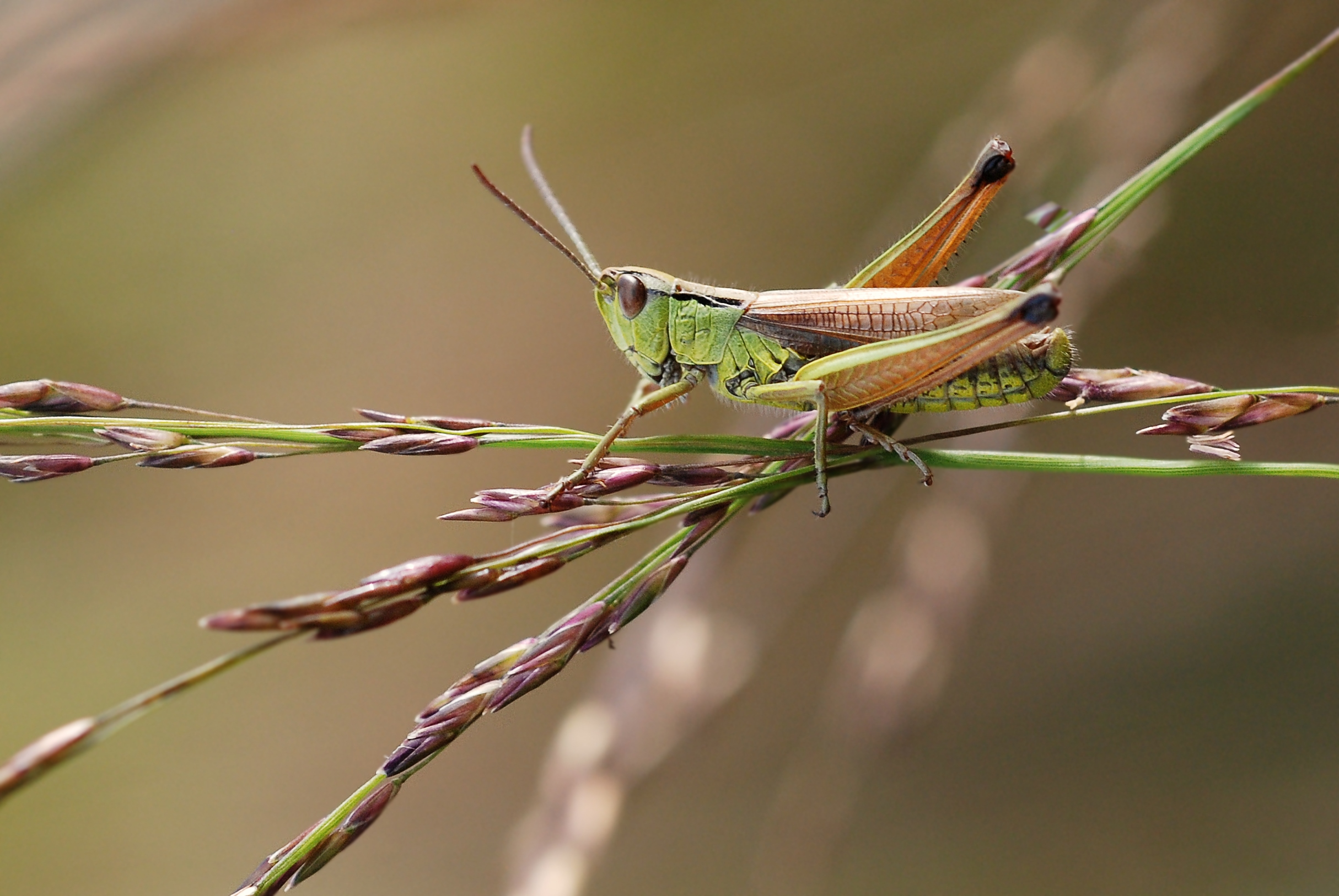
Mâle
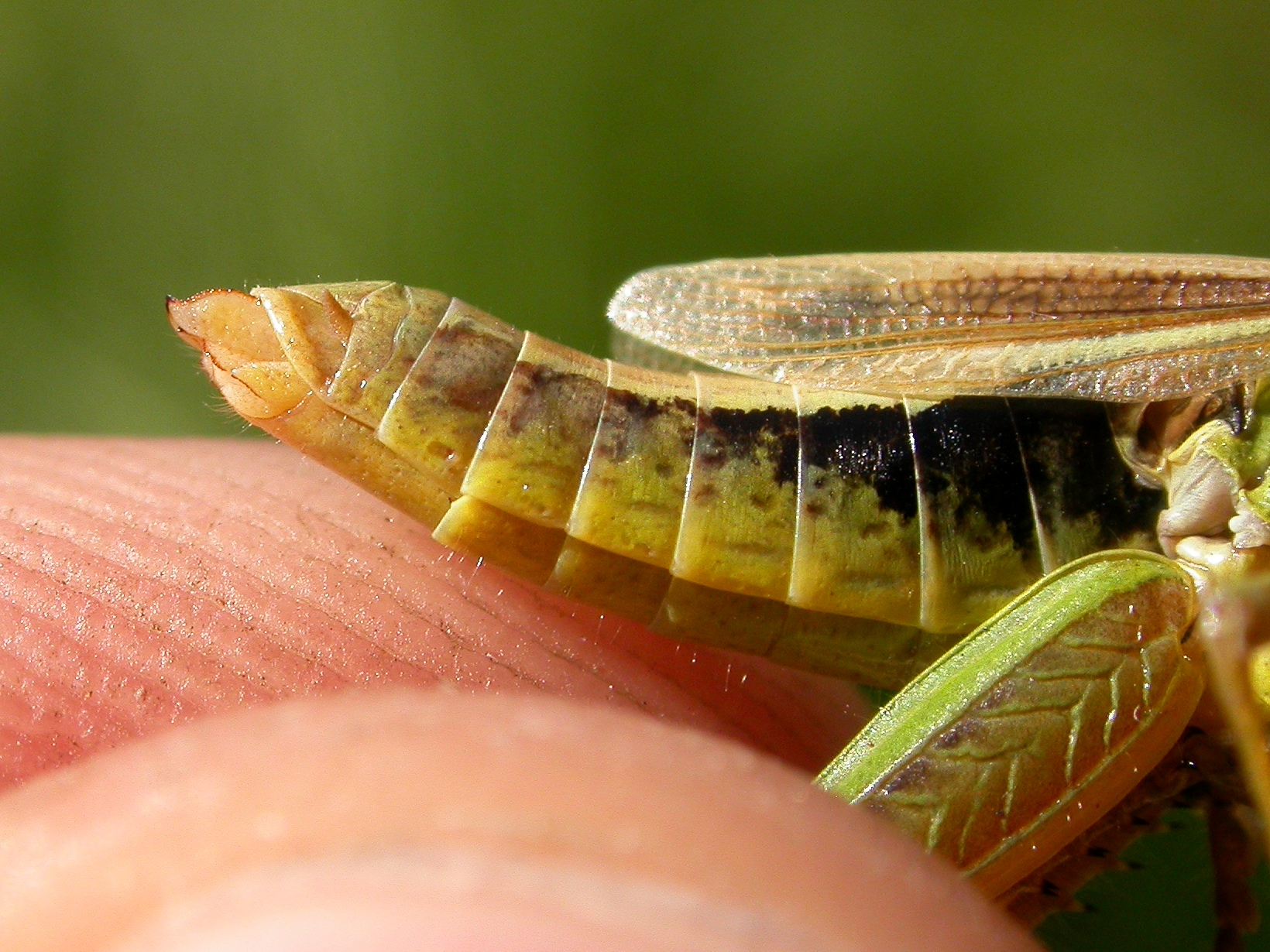
Valves de l'oviscapte de la femelle
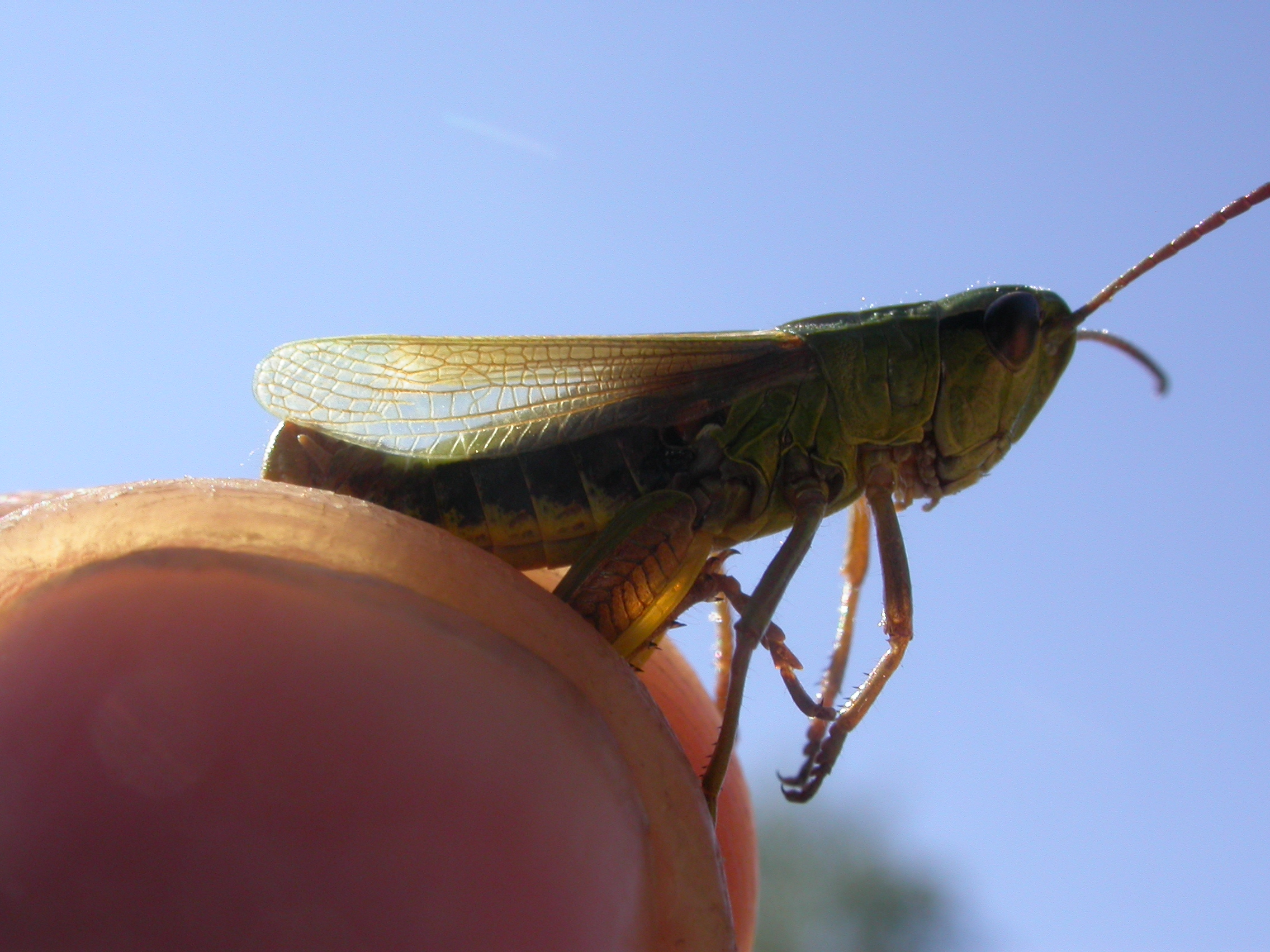
Les élytres du mâle atteignent le pterostigma des ailes inférieures